# Diocesi di Gunugo
La diocesi di Gunugo (in latino: Dioecesis Gunugitana) è una sede soppressa e sede titolare della Chiesa cattolica.

## Storia
Gunugo, identificabile con Sidi Brahim nell'odierna Algeria, è un'antica sede episcopale della provincia romana della Mauritania Cesariense.
Unico vescovo conosciuto di questa diocesi africana è Ausilio, il cui nome appare al 111º posto nella lista dei vescovi della Mauritania Cesariense convocati a Cartagine dal re vandalo Unerico nel 484; Ausilio era già deceduto in occasione della redazione di questa lista.
Dal 1933 Gunugo è annoverata tra le sedi vescovili titolari della Chiesa cattolica; dal 6 giugno 2019 il vescovo titolare è Sylvester Anthony John David, O.M.I., vescovo ausiliare di Città del Capo.

## Cronotassi

### Vescovi residenti
- Ausilio † (menzionato nel 484)

### Vescovi titolari
- Emilio Pizzoni † (6 settembre 1966 - 21 marzo 1974 nominato vescovo titolare di Zuglio)
- Onesimo Cadiz Gordoncillo † (14 marzo 1974 - 3 luglio 1976 nominato vescovo di Tagbilaran)
- James Clifford Timlin † (26 luglio 1976 - 24 aprile 1984 nominato vescovo di Scranton)
- Vigilio Mario Olmi † (20 marzo 1986 - 25 gennaio 2019 deceduto)
- Sylvester Anthony John David, O.M.I., dal 6 giugno 2019